# Каменка (исторический район)
Ка́менка (Больша́я Ка́менка) — исторический район в Приморском районе Санкт-Петербурга с элементами промышленной застройки.
Каменка находится на возвышенности, на береговом уступе древнего Литоринового моря, протянувшемся на несколько километров от Кушелевки до Лахтинской впадины, рядом с речкой Каменкой, давшей название селению в этих местах.

## Наименование
Помимо Каменки (официально — Большой Каменки), есть и Малая Каменка. Это маленький район на берегу Шуваловского карьера. Ранее там находилось отделение совхоза «Пригородный», но теперь сельскохозяйственные постройки пребывают в запустении.
Название «Каменка» неоднократно встречается в истории Коломяжского района. Ещё до основания Петербурга там, где к р. Большой Невке выходит ул. Торфяная дорога, была деревня Каменка, или Каменный Нос (фин. Kivinenä). В 1916 году в справочной книге «Весь Петроград» был опубликован эскизный проект города-сада близ Старой Деревни у озера Долгое. Этот неосуществленный проект получил название «Петроград-Каменка».
Каменкой называется также новый жилой микрорайон между ул. Планерной, Шуваловским проспектом и продолжением проспекта Королёва. Этот район около сохранившегося лесного массива стал экспериментальной площадкой для малоэтажной застройки, где появились кварталы таунхаусов и коттеджей.

## История

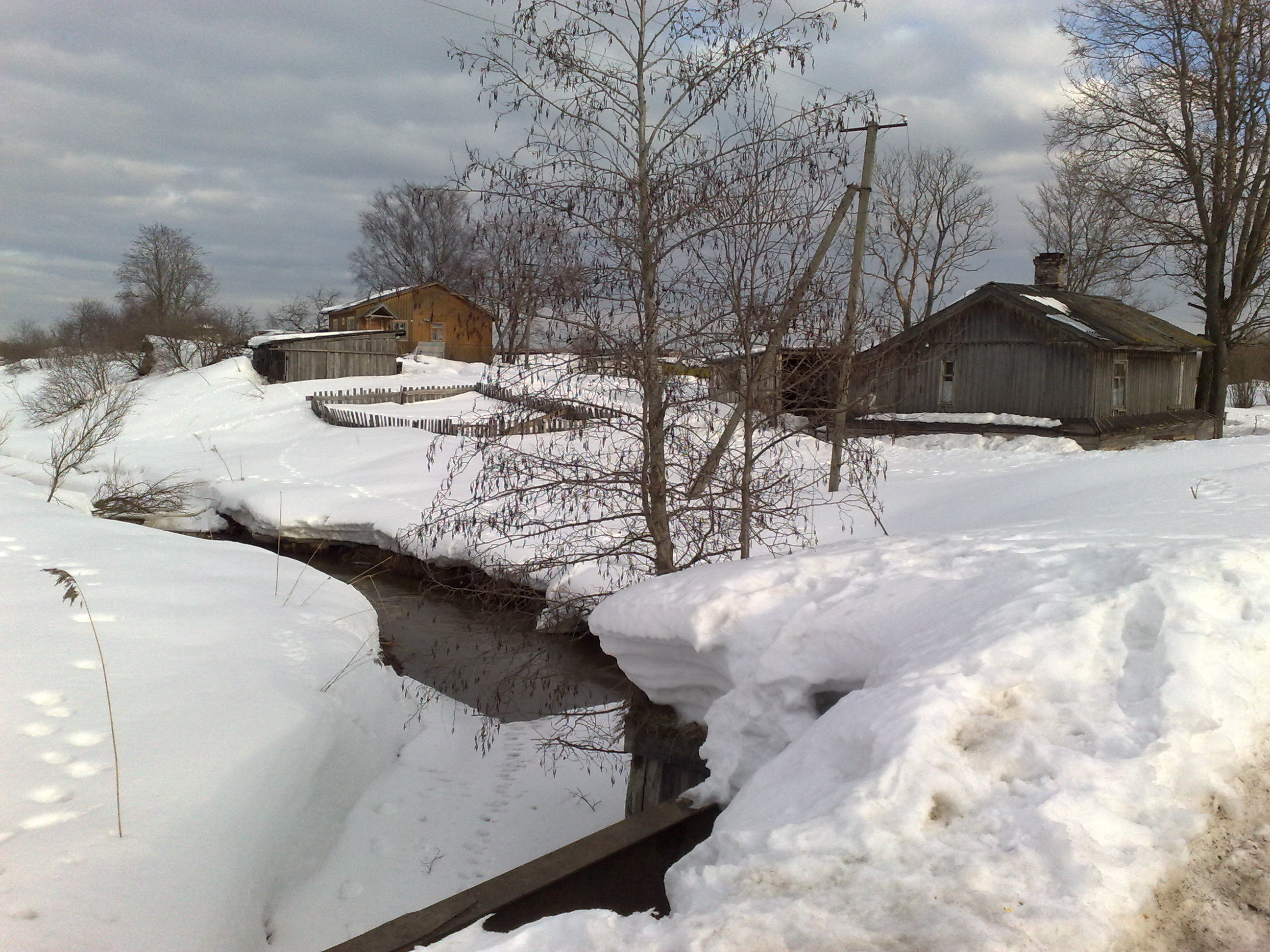
Большая Каменка
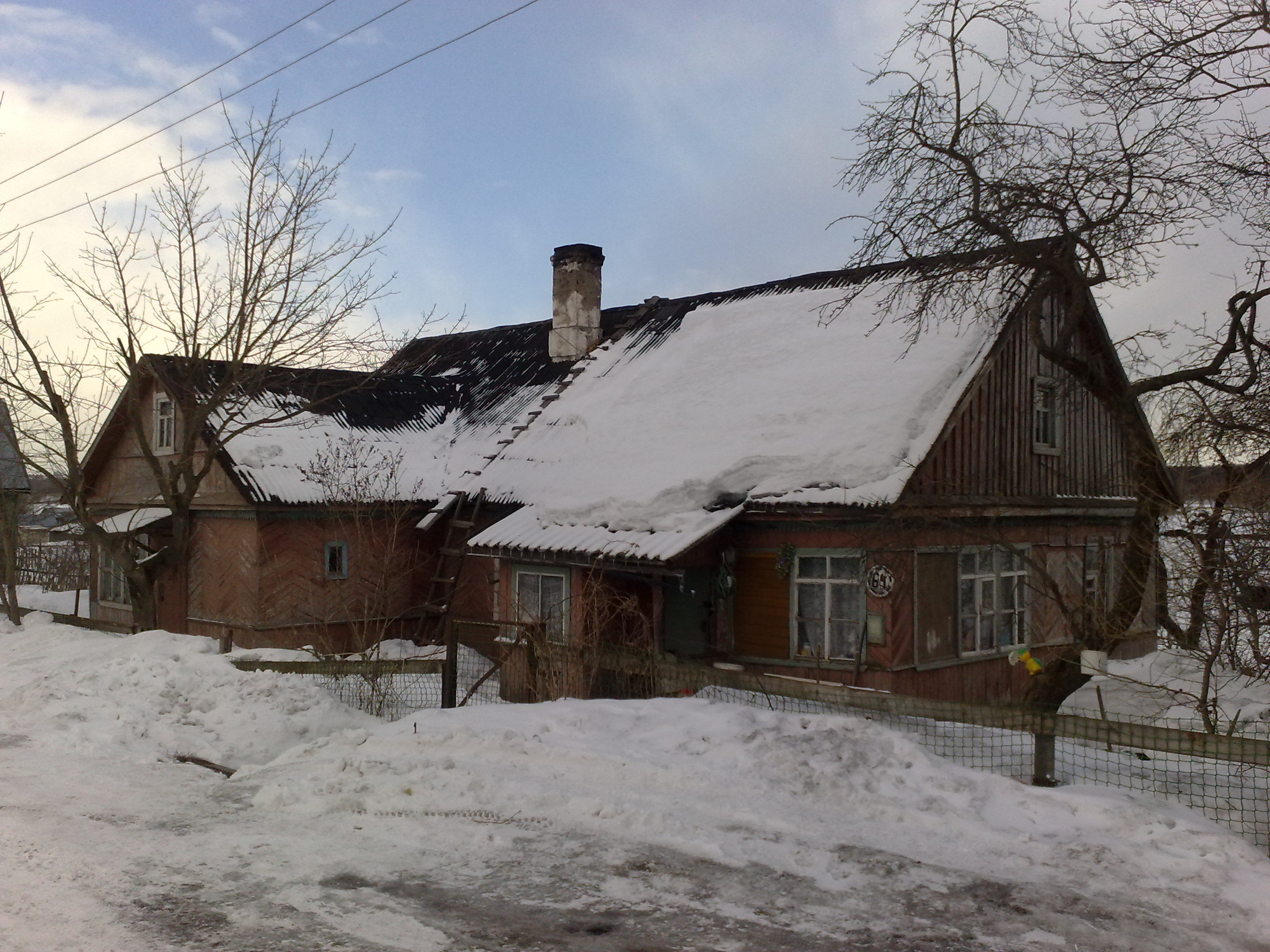
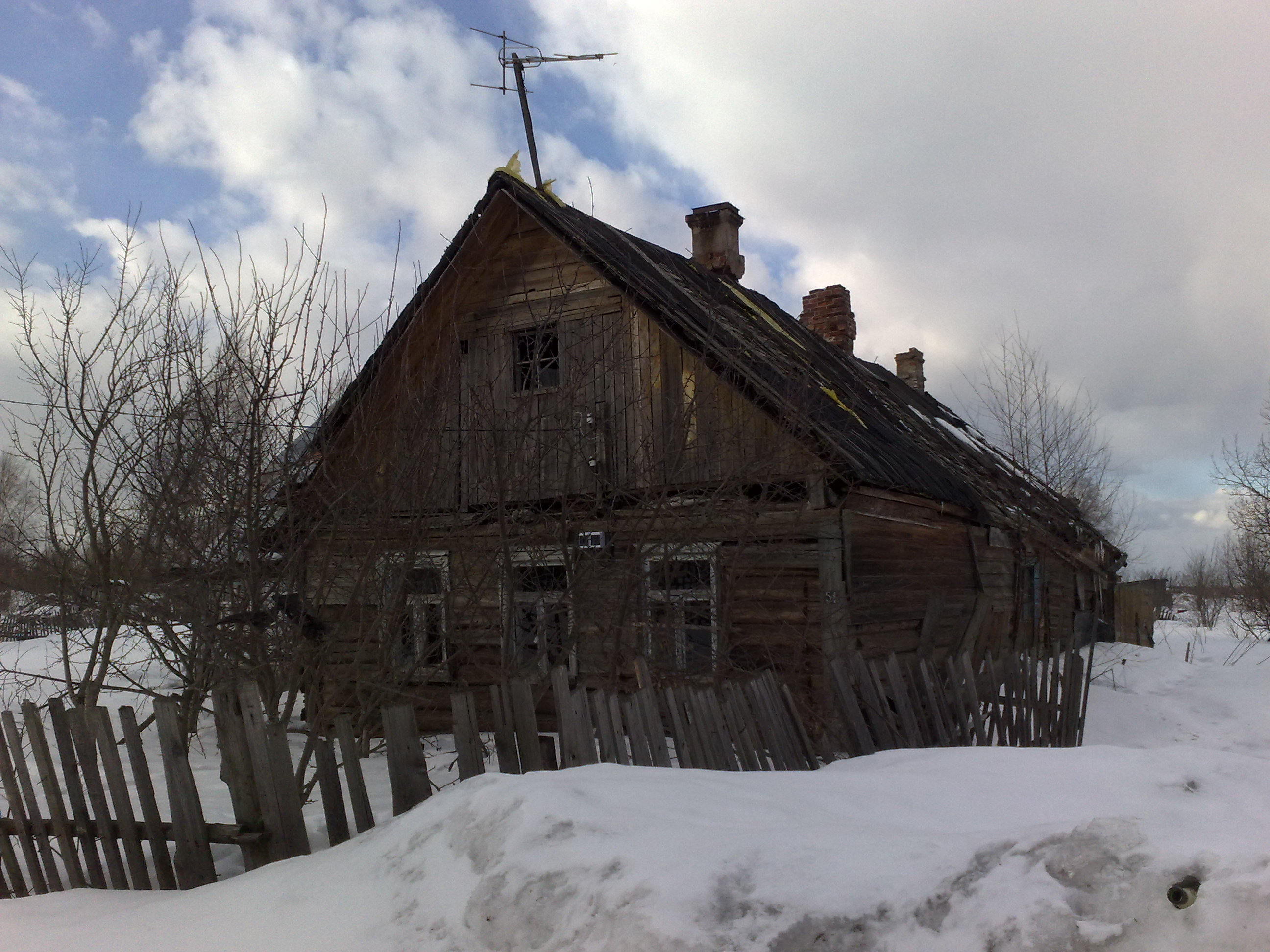
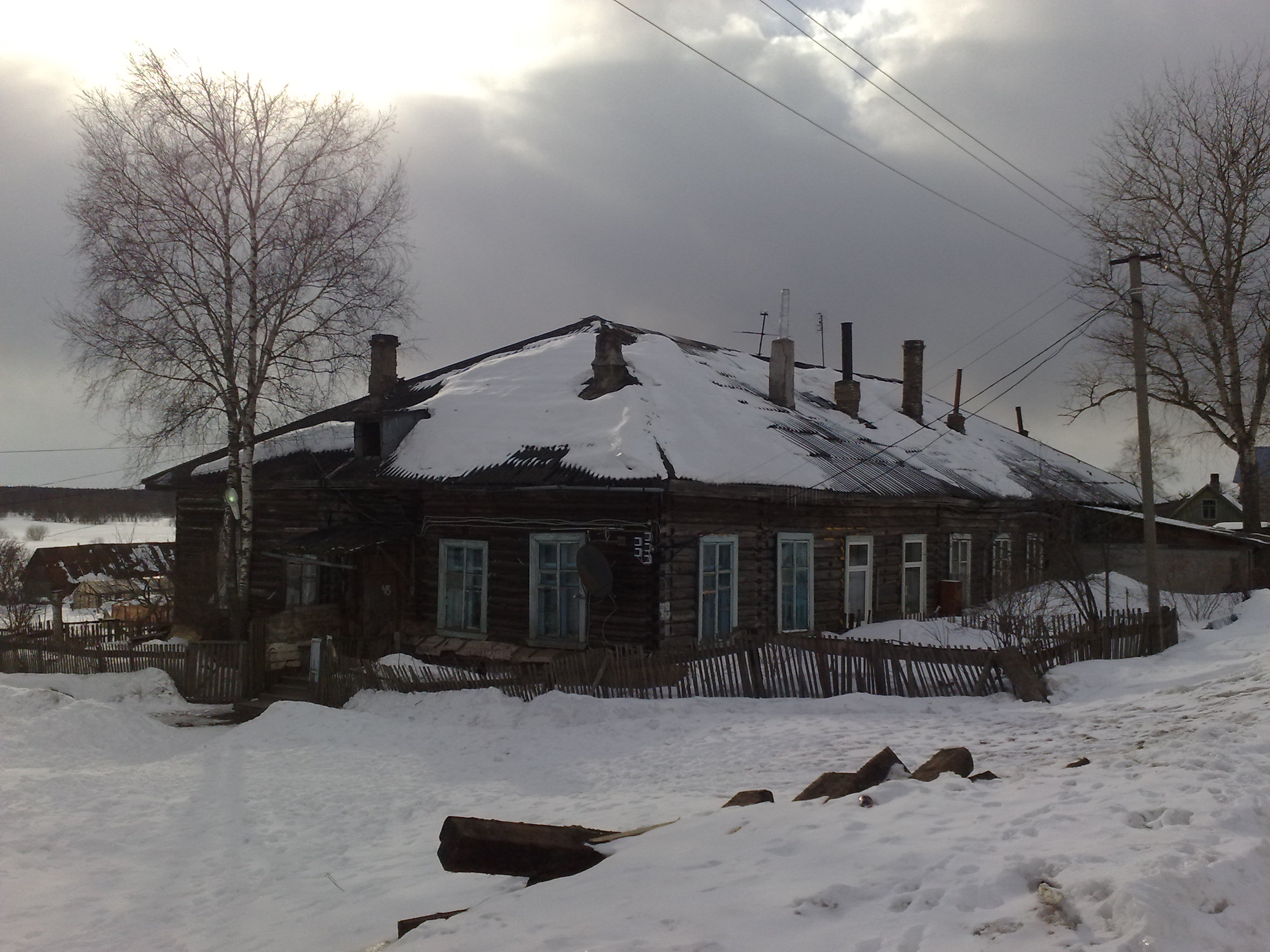

Деревня на реке Каменке упоминается в Писцовой книге Водской пятины 1500 года. В тот период три двора в Каменке принадлежали Никольскому Ореховецкому монастырю, а два находились во владении своеземцев. Каменка относилась к территории Корбосельского Воздвиженского погоста Ореховецкого уезда.
В XVIII веке земли от Большой Невки до речки Каменки были в своё время подарены Петром I Остерману, а затем перешли к Бестужеву-Рюмину, то территория севернее речки Каменки принадлежала Шуваловым. Их владения простирались от Лахты и Белоострова на западе до Мурино на востоке. В 1865 году на землях, арендованных у графа Шувалова, немецкими колонистами и была основана Каменка.
Сельское хозяйство у колонистов велось образцово, по осени собирались огромные горы картофеля, были развиты и садоводство, и животноводство. В страдную пору привлекались большие партии поденщиц — молодых девушек из Тверской и Московской губерний, которых называли «капорками».
Все колонисты и даже маленькие дети хорошо говорили по-русски, но между собою общались только по-немецки. В 1871 году в Каменке был открыт молитвенный дом, который посещали 250 человек, а также школа на 40 учеников. Обучение было бесплатным. Жители колонии принадлежали к Ново-Саратовскому приходу. После а в центре поселка была построена лютеранская кирка, в которой пастор произносил проповеди на немецком языке.
От Каменки до Коломяг по бровке уступа была построена булыжная дорога, сохранившаяся местами до наших дней. Несколько позднее (до 1912 года) появилось прямое как стрела семикилометровое шоссе от Парголово до Каменки. В настоящее время это основная дорога, связывающая Каменку с внешним миром.
Ежегодно в августе в колонии располагался на отдых 2-й эскадрон Кавалергардского полка. По давней традиции по окончании лагерного сбора и больших манёвров в кавалерийских войсках начинался шестинедельный отдых, называемый «травами». В это время лошадей кормили свежей травой, учения прекращались, строевые занятия ограничивались выправкой. Помимо Каменки кавалергарды размещались на летний отдых в Старой и Новой деревнях, а также в Коломягах.
Численность колонии постоянно увеличивалась, в 1892 году часть поселенцев покинуло Каменку и основало новую колонию Волково, находившую чуть ближе к городу на дороге в Коломяги.
После революции колония Каменка входит в состав Пригородного района Ленинградской области. Каменский сельсовет состоял в те годы на 60 % из немцев, в самой Каменке в 1926 году проживало 400 человек.
Первые репрессии начались в 1931—1933 годах, сначала раскулачивали зажиточные семьи, а затем стали расстреливать и высылать остальных. В 1935 году молитвенный дом в Каменке был закрыт и позднее снесен. А в 1939 году многие жители колонии Каменка были депортированы в Красноярский край. Во время блокады, в 1942 году, последних немцев депортировали в Сибирь без права возвращения. В бывших немецких домах поселились совсем другие люди. Захоронений на немецком кладбище почти не сохранилось, ликвидирована всякая память о прежних жителях. А от деревни Волково в наши дни не осталось и следа.
В годы Великой Отечественной войны на поле северо-восточнее Каменки размещался военный аэродром. Отсюда по ночам тяжелые торпедоносцы летали на Балтику. Погибших лётчиков хоронили у въезда в поселок, недалеко от штаба полка.

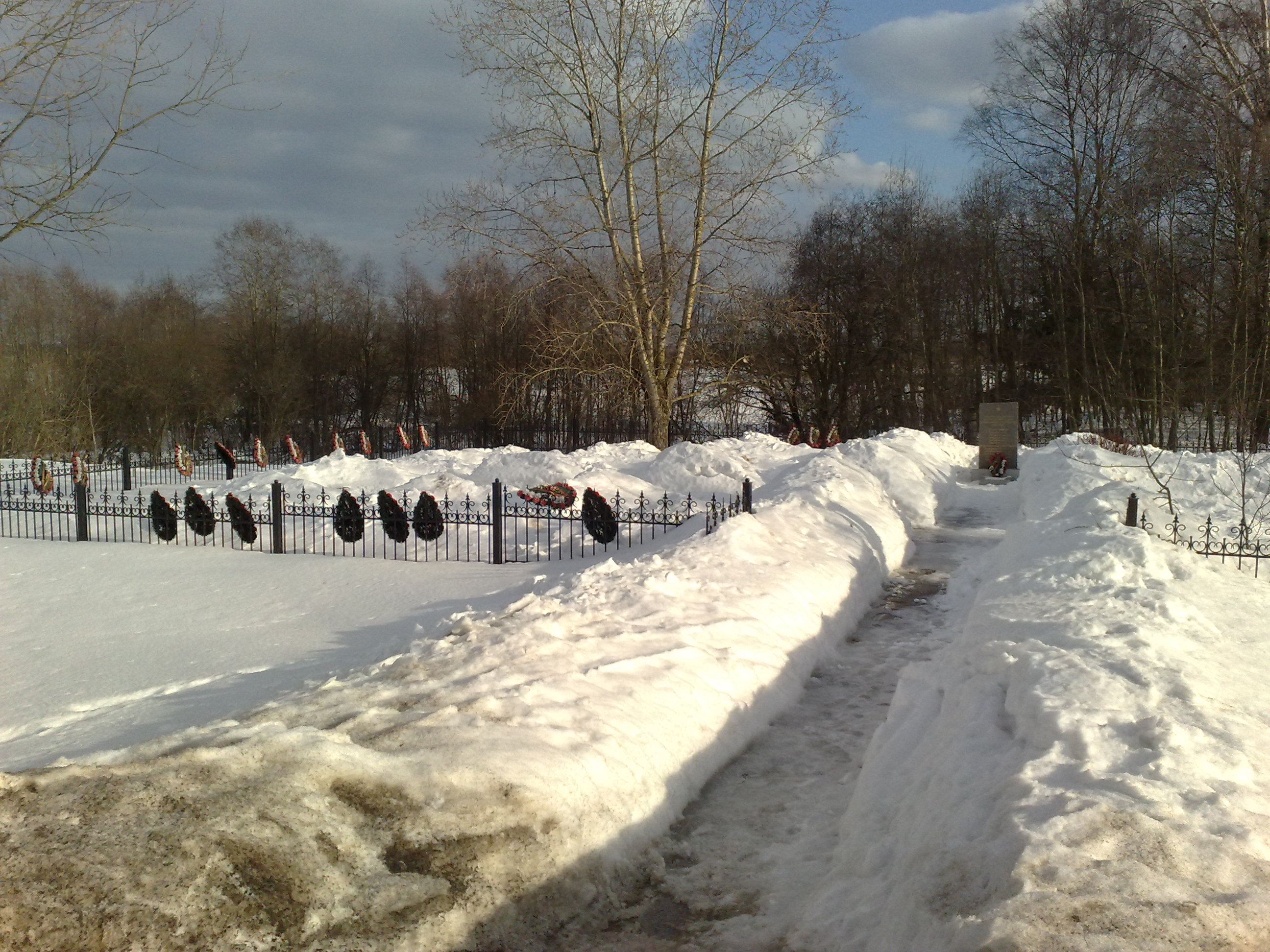
Кладбище погибших в годы Великой Отечественной войны военных летчиков у въезда в посёлок.
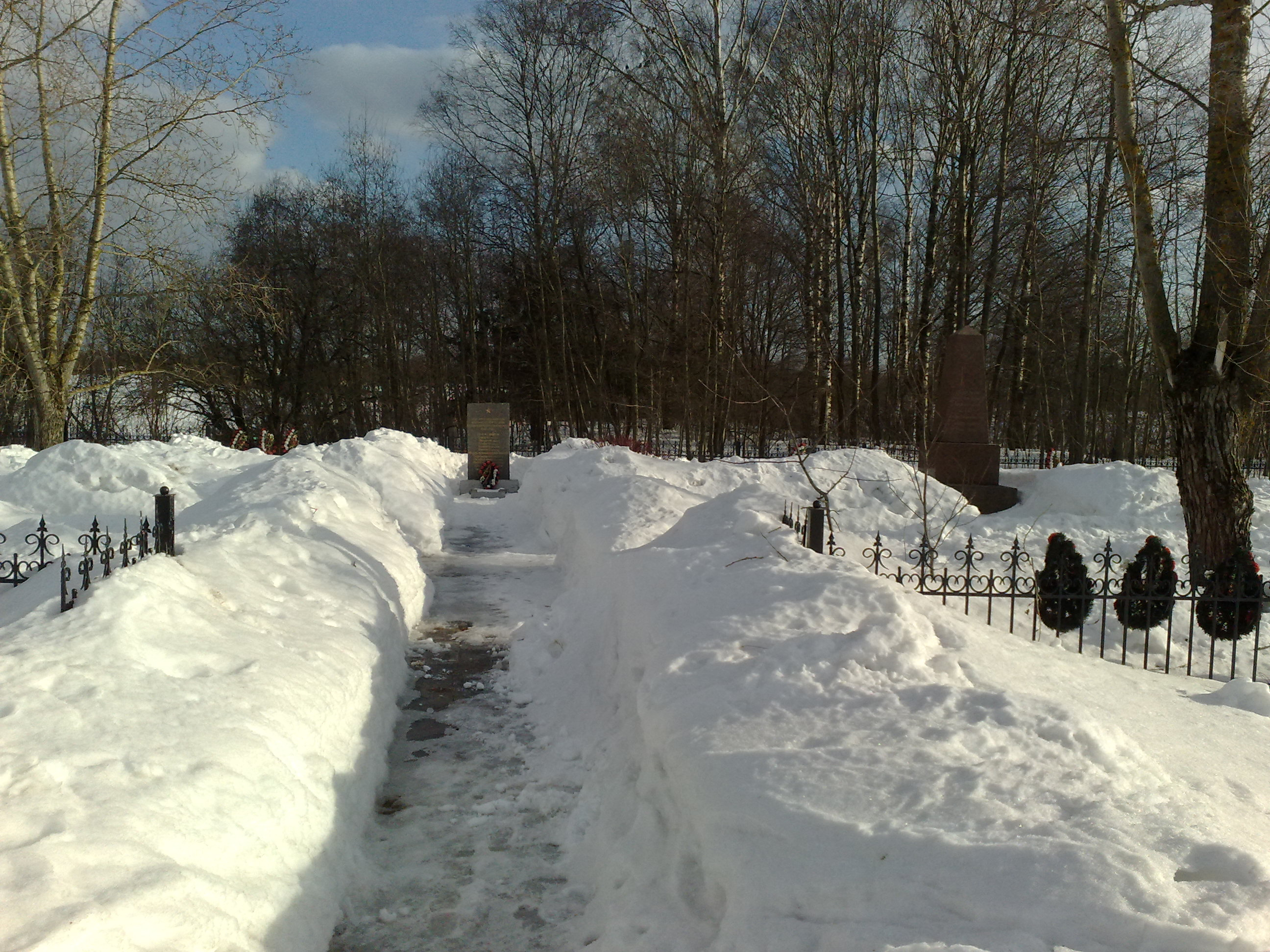
Кладбище у въёзда в посёлок Большая Каменка
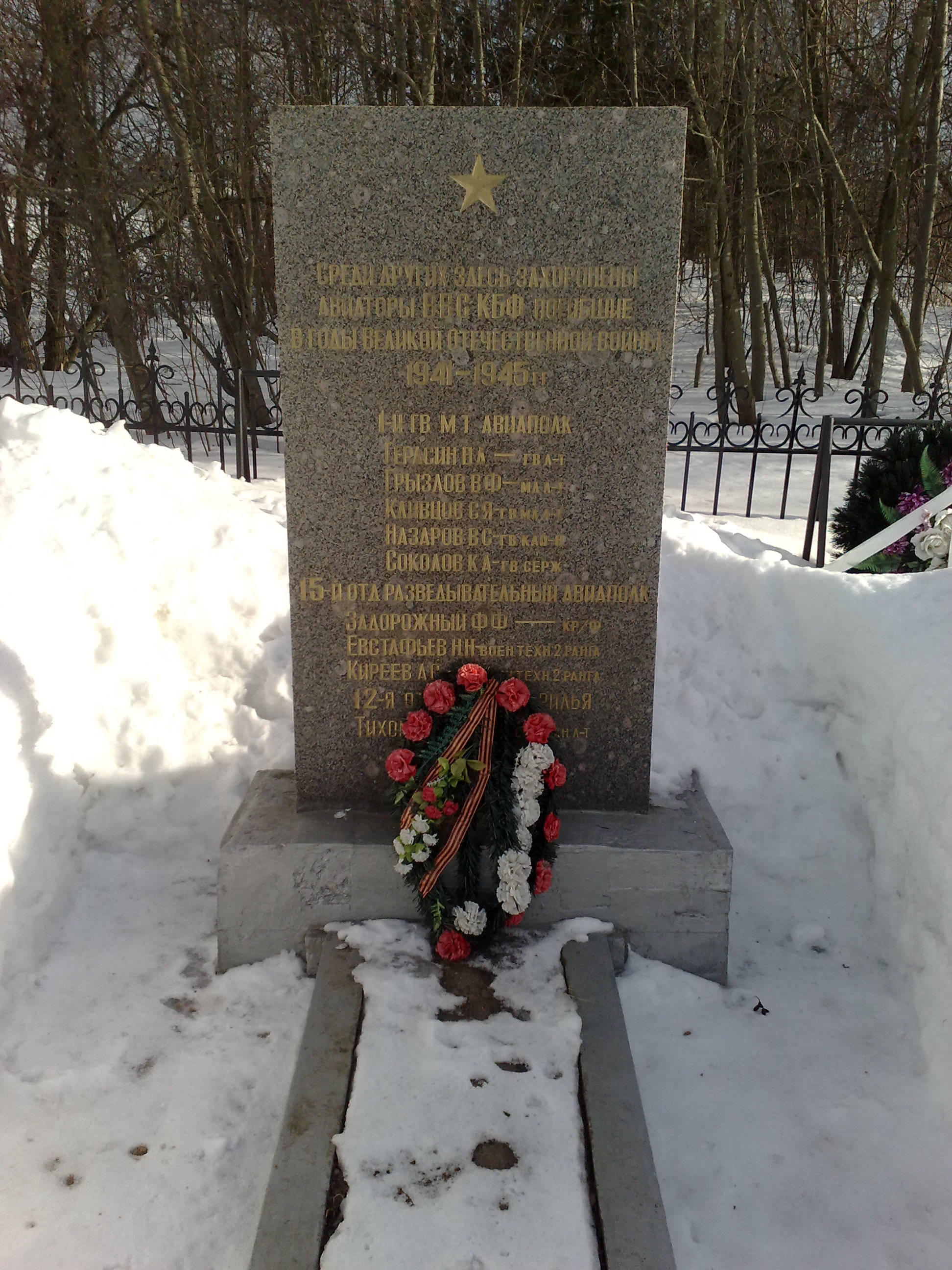
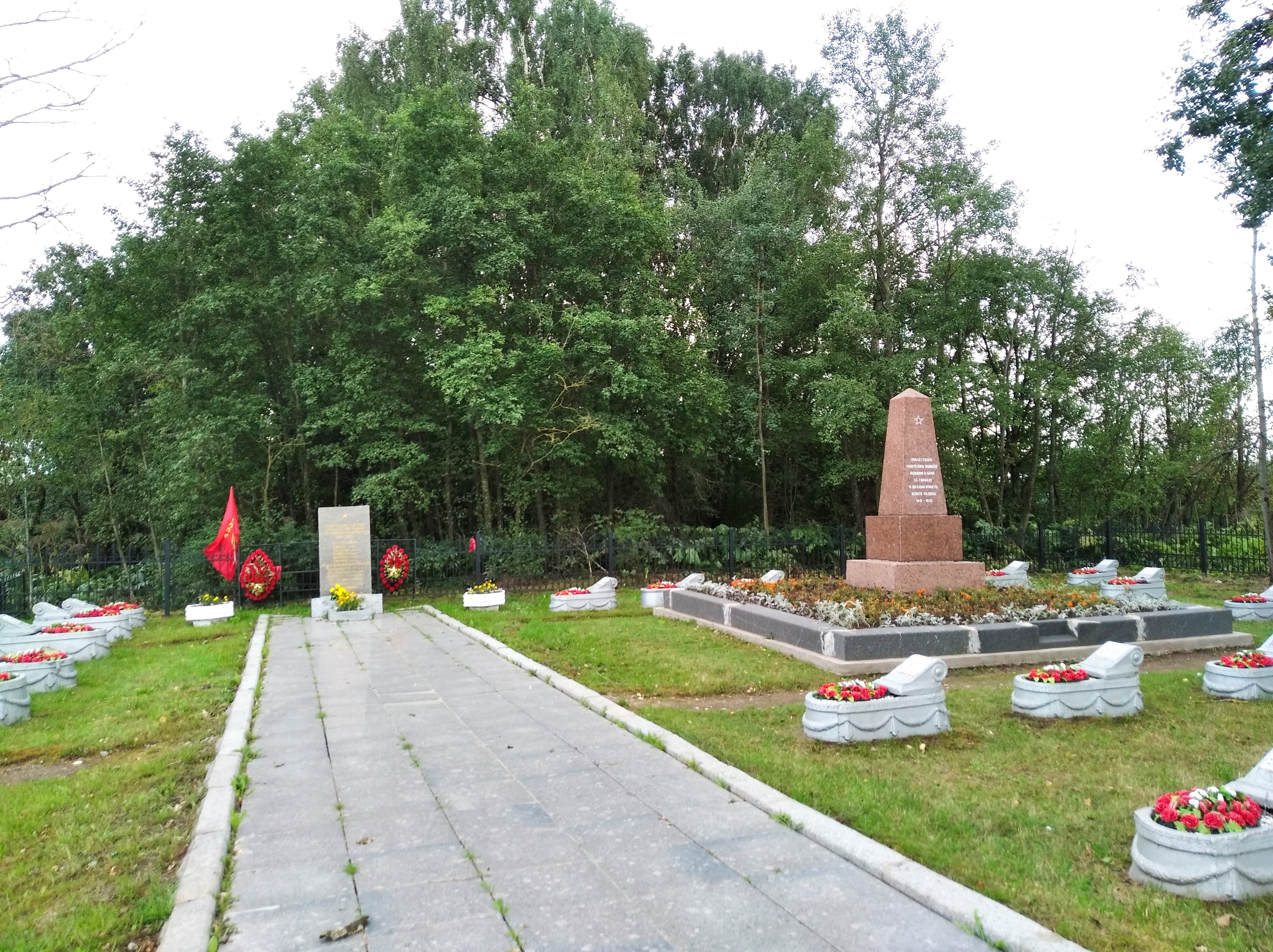

В самой Каменке летом 1943 года был устроен школьный лагерь, Дети работали в местном совхозе: пололи, поливали, убирали морковь и турнепс. Жили в деревянных совхозных домиках по 5—6 человек в комнате.
После войны совхоз «Каменка» стал отделением совхоза «Пригородный», были построены коровники, овощехранилища. В апреле 1961 года Каменка была включена в состав Ленинграда. С 1964 года в поселок от завода «Светлана» стал регулярно ходить автобус 273-го маршрута. В наши дни маршрут сменил номер на 173, десять раз в день он отправляется в Каменку от улицы Жени Егоровой. Совхоз «Пригородный» стал сельскохозяйственным производственным кооперативом.

## Достопримечательности

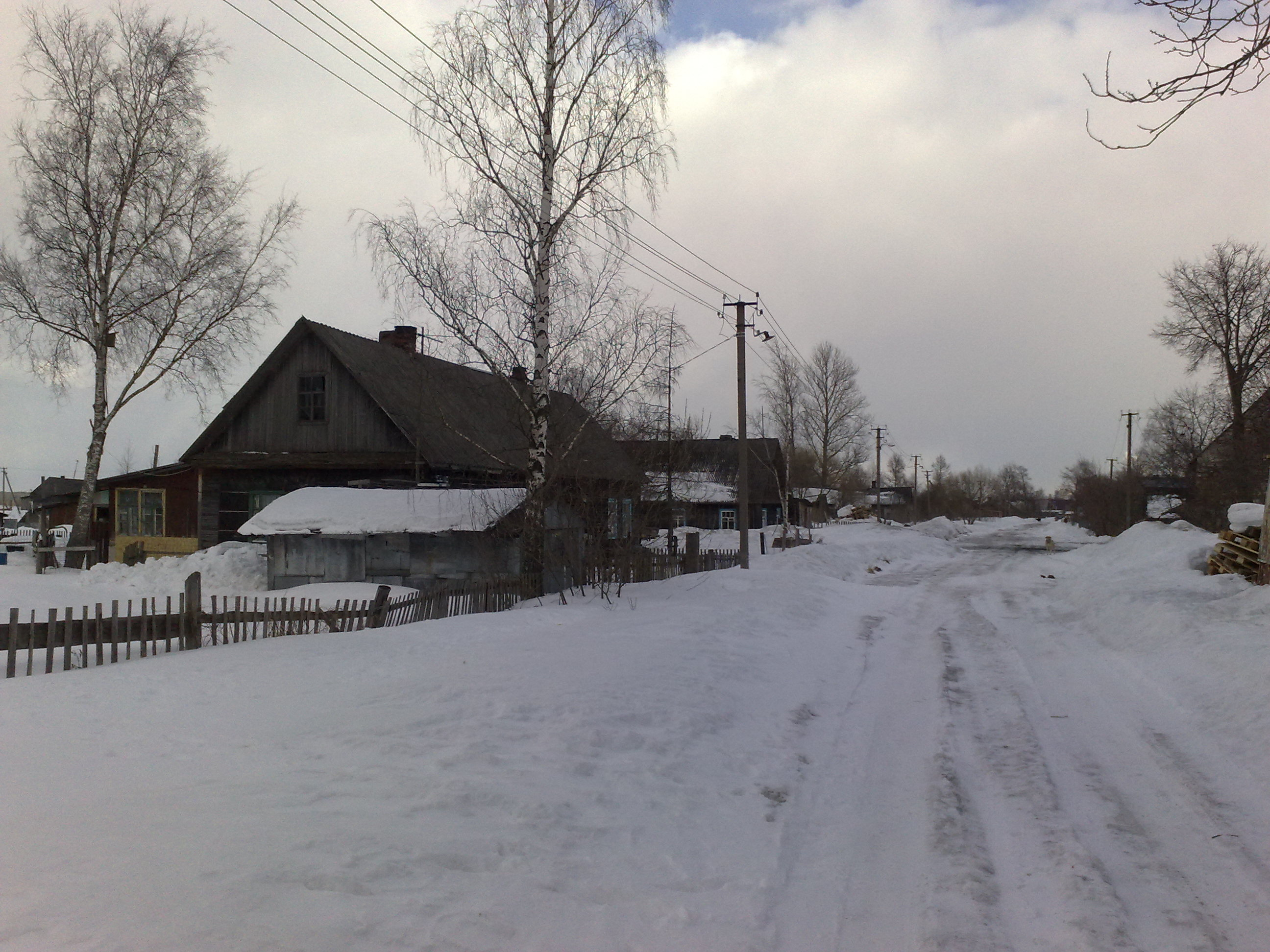
Каменка
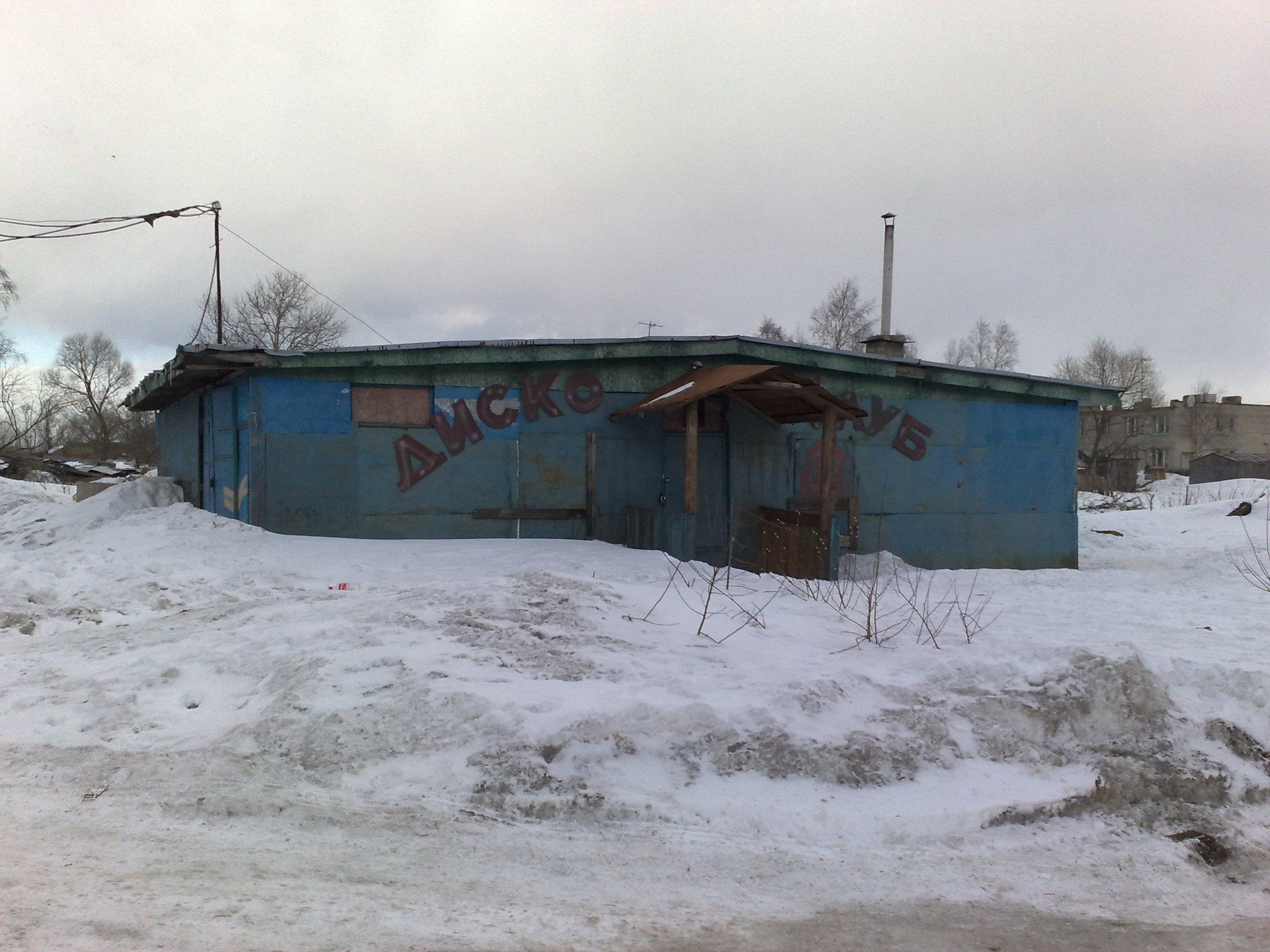
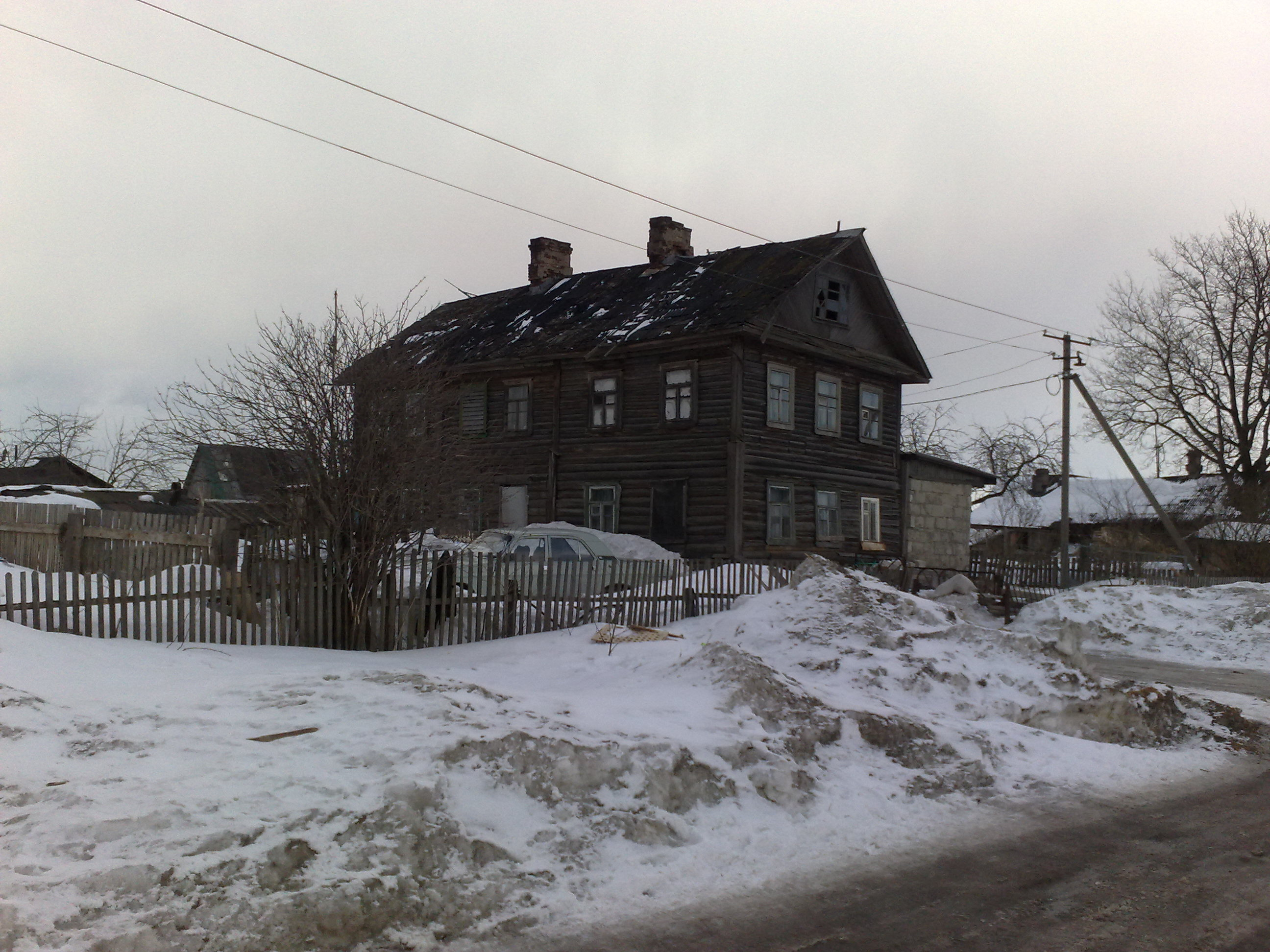
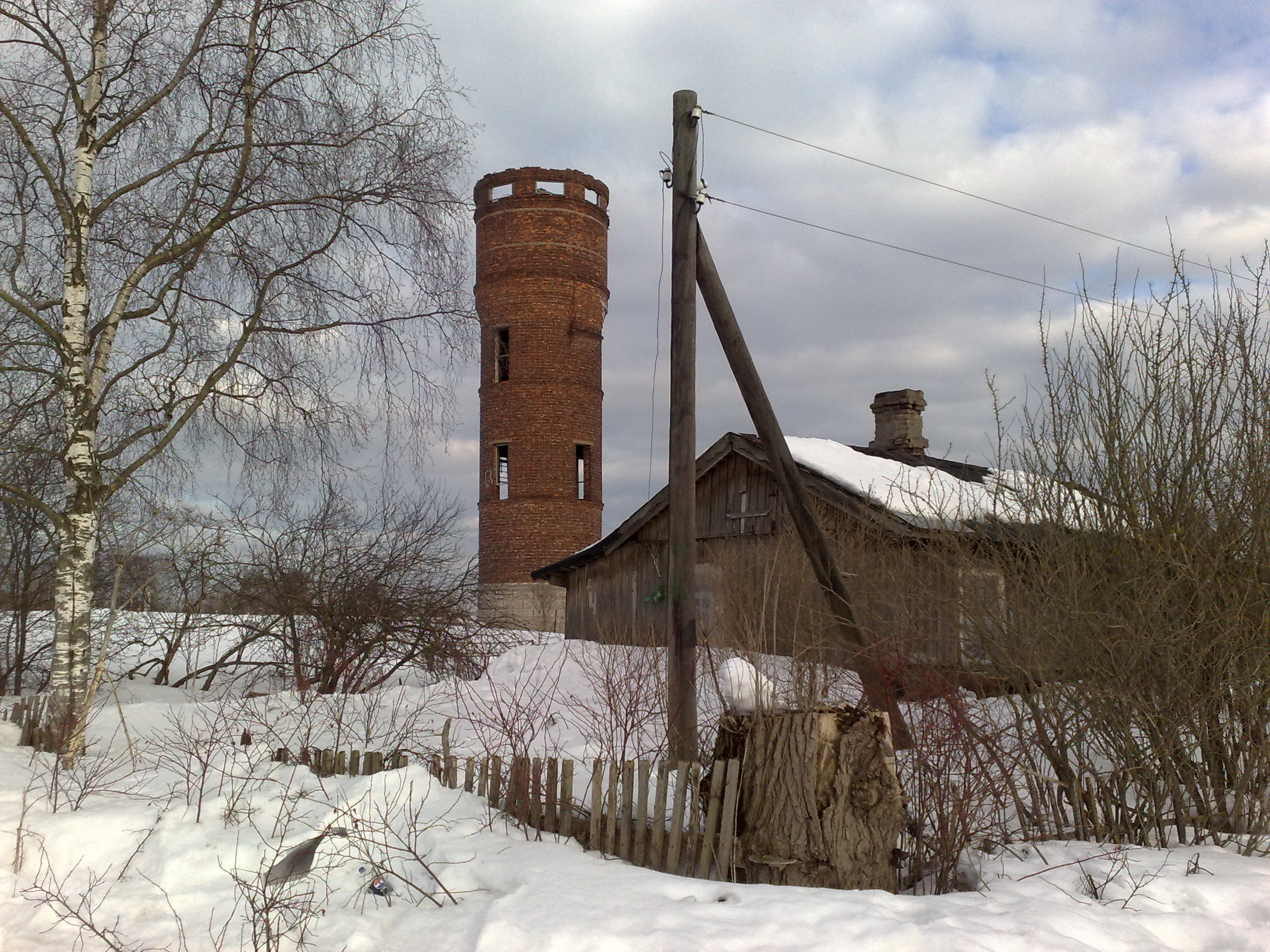
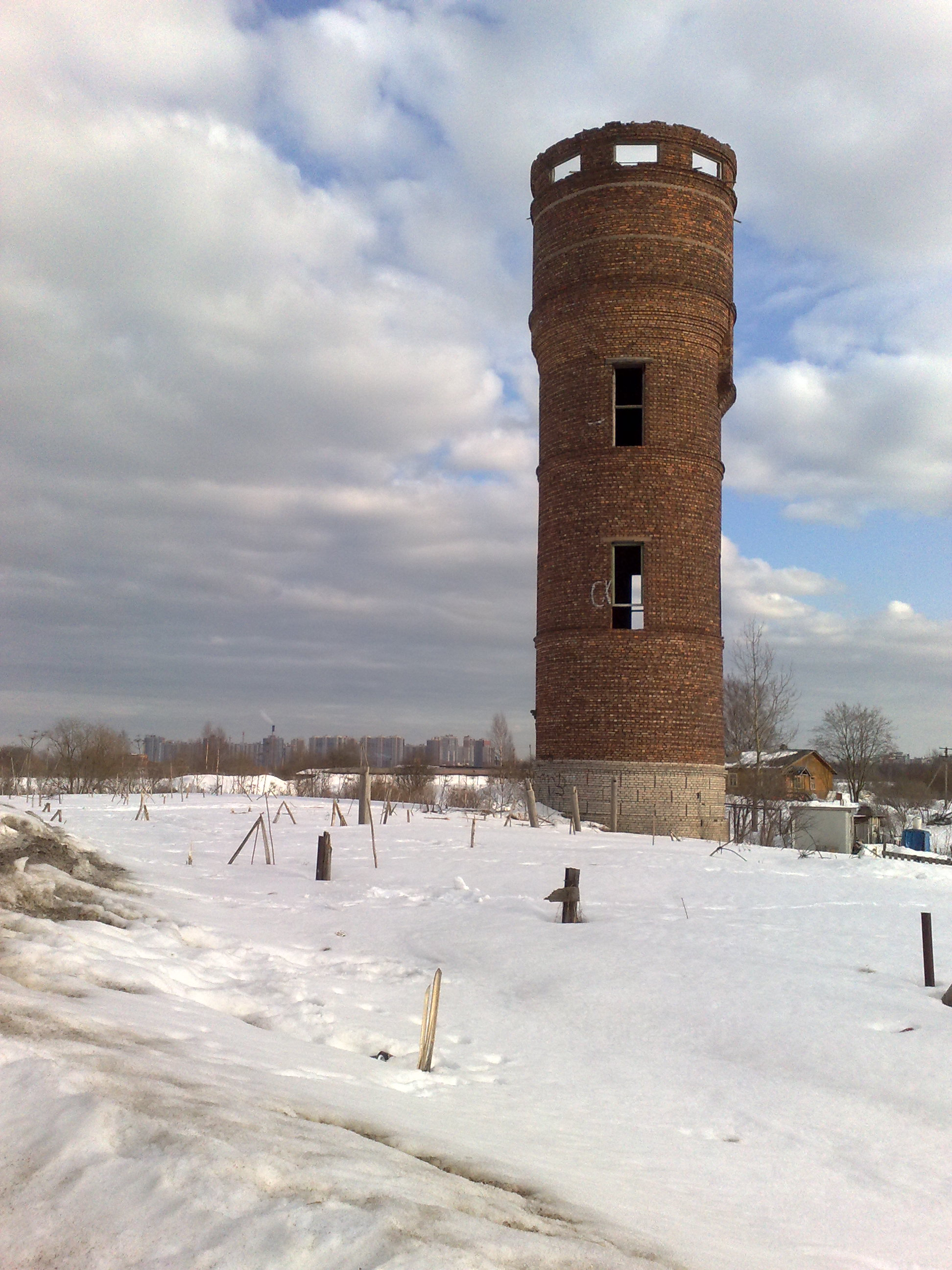

Сегодня Каменка — это длинная улица заброшенных, покосившихся одно и двухэтажных старых деревянных домов. Нового строительства очень мало. Основное население — пенсионеры и гастарбайтеры. В центре района единственный магазин с незамысловатым набором товаров. На въезде, у автобусного кольца — недостроенная водонапорная башня. На территории расположено предприятие по выпуску автокомпонентов Канадской компании Magna International.

### Крестовоздвиженская церковь («Спас на Каменке») (Нижне-Каменская улица, дом 6)
Крестовоздвиженская церковь («Спас на Каменке») построена построенный по монолитному методу в стиле ретроспективизм в 2016-2018 году по проекту ООО «ЭталонПроект». Колонны церкви сделали по образу храма Гроба Господня: над западным входом установили надвратную скульптуру святой царицы Елены и иерусалимского архиепископа Макария, держащих Крест.

### Церковь святой преподобной мученицы Евгении (Парашютная улица, дом 69)
Церковь святой преподобной мученицы Евгении построена в стиле ретроспективизм в 2014-2018 годах по проекту выполненному Архитектурно-проектным бюро «Ловкачев и партнеры».

## Транспорт
Ближайшие станции метро к Каменке:  «Комендантский проспект» (пешком 4,1 км),  «Пионерская» (6,4 км).